# Reducción objetiva orquestada
La reducción objetiva orquestada (Orch-Or en inglés) es una hipótesis que establece que la conciencia del cerebro se origina de procesos dentro de las neuronas, y no de procesos entre neuronas (la visión convencional). El mecanismo es un proceso cuántico llamado reducción objetiva, el cual es orquestado por estructuras moleculares llamadas microtúbulos. Se propone que la reducción objetiva es influida por factores no computables en la geometría espacio-tiempo, lo cual puede explicar el Problema difícil de la consciencia. La hipótesis se desarrolló a principios de 1990 por el físico teórico Roger Penrose y el anestesiólogo y psicólogo Stuart Hameroff.

## Introducción
La hipótesis afirma que la conciencia se origina en un nivel más profundo, de actividades cuánticas más pequeñas, presentes en las neuronas. Combina enfoques de biología molecular, neurociencia, física cuántica, farmacobiología, filosofía, información y comunicación cuántica, y gravedad cuántica.
Teorías populares aseguran que la conciencia emerge del aumento de la complejidad de las computaciones realizadas por neuronas celulares, por otro lado, Orch-OR postula que la conciencia está basada en "procesos cuánticos no computables" realizados por "qbits", formados colectivamente en microtúbulos celulares, un proceso amplificado significativamente en las neuronas. Los qbits están basados en dipolos oscilantes que forman anillos de resonancia en patrones helicoidales superpuestos, a lo largo de un entramado de microtúbulos . Las oscilaciones pueden ser eléctricas, debido a la separación de las cargas por las fuerzas de London, o (más favorablemente) magnéticas, debido al espín del electrón, y posiblemente también debido a spins nucleares (los cuales pueden permanecer aislados por periodos más largos) que ocurren en los rangos de frecuencia de Gigahertz, Megahertz, y kilohertz. La orquestación (u organización), se refiere al proceso hipotético por el cual proteínas conectivas, como las proteínas asociadas a microtúbulos (MAPs), influyen u orquestan estados de reducción del qbit, modificando la separación espacio-tiempo de sus estados superpuestos. Esto último se basa en la teoría de colapso objetivo de Penrose, para la interpretación cuántica, la cual postula la existencia de un límite objetivo que gobierna los colapsos de estados cuánticos, relacionado con la diferencia de la "curvatura espacio-tiempo" de estos estados en la estructura de "pequeña escala" del universo.
Las bases del Orch-OR han sido criticadas desde su comienzo por matemáticos, filósofos , y científicos, incitando a los autores a revisar y elaborar varias de las teorías de conjeturas periféricas, reteniendo la hipótesis central, las críticas se concentran en tres problemas: la interpretación de Penrose del "teorema de Godel"; el "razonamiento abductivo" de Penrose, ligando procesos cuánticos no computacionales, y la inadecuación del cerebro para tener tales fenómenos cuánticos requeridos por la teoría, ya que es considerada muy "cálida, húmeda y ruidosa" para evitar decoherencia. En otras palabras, hay una relación no encontrada entre la física y la neurociencia, y a la fecha, es prematuro afirmar que la hipótesis Orch-OR es correcta o incorrecta.

## Argumento de Penrose-Lucas
El argumento de Penrose-Lucas establece que, ya que los humanos son capaces de conocer la verdad de los Teoremas de incompletitud de Godel, el pensamiento humano necesariamente es no computable.
En 1931, el matemático y lógico Kurt Gödel probó que cualquier teoría "efectivamente generada" capaz de probar aritmética básica no puede ser ni probar su propia consistencia ni ser completa (la completitud supone la posibilidad de demostrar la veracidad o falsedad de toda proposición bien formada). Incluso, mostró que cualquier teoría que incluya una declaración de su propia consistencia, es inconsistente. Un elemento clave de la prueba es el uso de la "numeración de Gödel" para construir un enunciado de Gödel para la teoría, lo cual codifica un postulado de su propia incompletitud, e.g. "Esta teoría no puede afirmar la verdad de esta afirmación." Esta afirmación no es ni verdadera pero improbable (incompletitud) ni falsa y probable (inconsistente). Una afirmación análoga se ha usado para probar que los humanos están sujetos a los mismos límites que las máquinas.
Sin embargo, en su primer libro sobre conciencia, "La nueva mente del emperador" (1989), Penrose hizo el teorema de Gödel la base de lo que pronto se convirtió en una polémica afirmación. Él argumentó que si bien un sistema de prueba formal no puede probar su propia consistencia, era posible probar los resultados no-probables de Gödel para matemáticos humanos. Él considera que esta disparidad significa que los matemáticos humanos no se pueden describir como sistemas formales de prueba, y por ello son capaces de lograr un algoritmo no-computable. Afirmaciones similares sobre las implicaciones del teorema de Gödel fueron expuestas por el filósofo "John Lucas" del "Merton College, Oxford" en 1961.

La inevitable conclusión parece ser: Los matemáticos no están utilizando procedimientos y cálculos bien informados para determinar una verdad matemática. Deducimos que el entendimiento matemático - los medios por los cuales los matemáticos llegan a conclusiones con respecto a la verdad matemática - ¡no pueden ser reducidas a cálculos ciegos!
Roger Penrose

## Reducción objetiva
articulo principal: interpretación de Penrose

### Motivación
De ser correcto, el argumento de Penrose-Lucas crea una necesidad de entender las bases físicas del comportamiento no computable del cerebro. La mayoría de las leyes físicas son computables, y por lo tanto, algorítmicas. Sin embargo, Penrose determinó que un "Colapso de la función de onda" era el candidato principal para un proceso no-computable.
En "mecánica cuántica", las partículas son consideradas distintas a los objetos de la "mecánica clásica". Las partículas son descritas por medio de "Funciones de onda" que evolucionan conforme a la "ecuación de Schrödinger". Funciones de onda no estacionaras son "combinaciones lineales" de los "eigenestados" del sistema, un fenómeno conocido como "superposición cuántica". Cuando un sistema cuántico interactúa con un sistema clásico - i.e. cuando una "observable" es medido - el sistema parece "colapsar" a un eigenestado aleatorio de ese observable desde un punto de vista clásico.
Si el colapso es realmente aleatorio, entonces ningún proceso ni algoritmo podría predecir el resultado de manera determinística. Esto le proporcionó a Penrose un candidato para la base física del proceso no computable que, según su hipótesis, existe en el cerebro. Sin embargo, no le gustaba la naturaleza aleatoria del colapso inducido por el medio ambiente, ya que la aleatoriedad no era una base prometedora para la comprensión matemática. Penrose propuso que los sistemas aislados aún pudieran sufrir una nueva forma de colapso de la función de onda, lo que él llamó reducción objetiva (OR).

### Detalles
Penrose buscó conciliar la relatividad general y la teoría cuántica utilizando sus propias ideas sobre la posible estructura del espacio-tiempo. Sugirió que, en la escala de Planck, el espacio-tiempo curvo no es continuo sino discreto. Penrose postuló que cada superposición cuántica separada tiene su propia pieza de curvatura espacio-tiempo, una burbuja en espacio-tiempo. Penrose sugiere que la gravedad ejerce una fuerza sobre estas burbujas espaciotemporales, que se vuelven inestables por encima de la escala de Planck ({\displaystyle 10^{-}35})
y colapso a solo uno de los estados posibles. El umbral aproximado para OR está dado por el principio de indeterminación de Penrose:
Donde:{\displaystyle \mathrm {T} \approx h/E_{G}}
- {\displaystyle \mathrm {T} } es el tiempo hasta que OR ocurra,
- {\displaystyle E_{G}} es su propia energía gravitacional o el grado de separación espacio-tiempo dada por la masa superpuesta, y
- {\displaystyle h} es la "constante de Planck reducida.
Por lo tanto, cuanto mayor sea la masa-energía del objeto, más rápido ocurrirá el OR y viceversa. Las superposiciones de nivel atómico requerirían 10 millones de años para alcanzar el punto O, mientras que un objeto aislado de 1 kilogramo alcanzaría el punto O en ##10−37 s. Los objetos en algún lugar entre estas dos escalas podrían colapsarse en una escala de tiempo relevante para el procesamiento neuronal.
Una característica esencial de la teoría de Penrose es que la elección de los estados cuando se produce la reducción objetiva no se selecciona al azar (como lo son las opciones que siguen al colapso de la función de onda) ni algorítmicamente. Más bien, los estados se seleccionan por una influencia "no computable" incorporada en la escala de Planck de la geometría del espacio-tiempo. Penrose afirmó que dicha información es platónica, que representa la verdad matemática pura, los valores estéticos y éticos en la escala de Planck. Esto se relaciona con las ideas de Penrose acerca de los tres mundos: físico, mental y el mundo matemático platónico. En su teoría, el mundo platónico corresponde a la geometría del espacio-tiempo fundamental que se afirma que apoya el pensamiento no computacional.
Ninguna evidencia apoya la reducción objetiva de Penrose, pero la teoría se considera comprobable y se ha sugerido el FELIX (experimento) para evaluar y medir el criterio objetivo.
En agosto de 2013, Penrose y Hameroff informaron que los experimentos habían sido realizados por Bandyopadhyay et al., Apoyando la teoría de Penrose en seis de sus veinte tesis, sin invalidar ninguna de las otras. Posteriormente respondieron a las críticas, incluida una crítica de 2009 de un grupo liderado por Jeffrey Reimers.

## La creación del modelo Orch-OR
Penrose y Hameroff inicialmente desarrollaron sus ideas por separado, y fue solo en la década de 1990 que cooperaron para producir la teoría de Orch-OR. Penrose llegó al problema desde el punto de vista de las matemáticas y, en particular, del teorema de Gödel, mientras que Hameroff lo abordó desde una carrera en investigación del cáncer y anestesia que le había dado interés en las estructuras cerebrales. Específicamente, cuando Penrose escribió su primer libro de conciencia, La nueva mente del emperador en 1989, carecía de una propuesta detallada de cómo se podrían implementar tales procesos cuánticos en el cerebro. Posteriormente, Hameroff leyó La nueva mente del emperador y sugirió a Penrose que ciertas estructuras dentro de las células cerebrales (neuronas) eran sitios candidatos adecuados para el procesamiento cuántico y, en última instancia, para la conciencia. La teoría de Orch-OR surgió de la cooperación de estos dos científicos y se desarrolló en el segundo libro de conciencia de Penrose, Sombras de la mente (1994).
La contribución de Hameroff a la teoría derivada del estudio de las células cerebrales. Su interés se centró en el citoesqueleto, que proporciona una estructura de soporte interno para las neuronas, y en particular en los microtúbulos, que son el componente más importante del citoesqueleto. A medida que la neurociencia ha progresado, el papel del citoesqueleto y los microtúbulos ha adquirido mayor importancia. Además de proporcionar soporte estructural, las funciones de los microtúbulos incluyen el transporte axoplasmático y el control del movimiento, crecimiento y forma de la célula.

### Condensados de microtúbulos
Hameroff propuso que los microtúbulos eran candidatos adecuados para el procesamiento cuántico. Los microtúbulos se componen de subunidades de proteína tubulina. Los dímeros de proteína tubulina de los microtúbulos tienen bolsas hidrófobas que pueden contener electrones π deslocalizados. La tubulina tiene otras regiones no polares más pequeñas, por ejemplo, 8 triptófanos por tubulina, que contienen π anillos de indol ricos en electrones distribuidos a través de la tubulina con separaciones de aproximadamente 2 nm. Hameroff afirma que esto está lo suficientemente cerca como para que los electrones de la tubulina π se vuelvan entrelazados cuánticos. Durante el entrelazamiento, los estados de las partículas se correlacionan inseparablemente.
Hameroff sugirió originalmente en el Journal of Cosmology, que los electrones de la subunidad de la tubulina formarían un condensado de Bose-Einstein. Luego propuso un condensado de Frohlich, una hipotética oscilación coherente de moléculas dipolares. Sin embargo, esto también fue rechazado por el grupo de Reimers. Hameroff. luego respondió a Reimers. "Reimers et al. Definitivamente no han demostrado que la condensación de Frohlich fuerte o coherente en microtúbulos sea inviable. El modelo de microtúbulo en el que se basan su hamiltoniano no es una estructura de microtúbulos, sino una simple cadena lineal de osciladores". Hameroff razonó que tal comportamiento de condensado magnificaría los efectos cuánticos nanoscópicos para tener influencias a gran escala en el cerebro.
Hameroff propuso que los condensados en microtúbulos en una neurona pueden vincularse con los condensados de microtúbulos en otras neuronas y células gliales a través de las uniones de las sinapsis eléctricas. Hameroff propuso que la brecha entre las células es lo suficientemente pequeña como para que los objetos cuánticos puedan atravesarla, lo que les permite extenderse a través de una gran área del cerebro. Además, postuló que la acción de esta actividad cuántica a gran escala es la fuente de ondas gamma de 40 Hz (no confundir con rayos gamma), basándose en la teoría mucho menos controvertida de que las uniones de brecha están relacionadas con la oscilación gamma.

### Consecuencias
La teoría de Orch-OR combina el argumento de Penrose-Lucas con la hipótesis de Hameroff sobre el procesamiento cuántico en microtúbulos. Propone que cuando los condensados en el cerebro experimentan una reducción objetiva de la función de onda, su colapso conecta la toma de decisiones no computacional con experiencias incrustadas en la geometría fundamental del espacio-tiempo.
La teoría además propone que los microtúbulos influyen y están influenciados por la actividad convencional en las sinapsis entre las neuronas.
En 1998, Hameroff hizo 8 supuestos probables y 20 predicciones comprobables para respaldar su propuesta.
En enero de 2014, Hameroff y Penrose anunciaron que el descubrimiento de vibraciones cuánticas en microtúbulos por Anirban Bandyopadhyay del Instituto Nacional para la Ciencia de los Materiales en Japón proporciona evidencia favorable a la hipótesis de Orch-OR.

## Críticas
La teoría de Orch-OR fue criticada por los físicos y los neurocientíficos que lo consideraron un modelo deficiente de fisiología cerebral.

### Argumento de Penrose-Lucas
articulo principal: Argumento de Penrose-Lucas
El argumento de Penrose-Lucas sobre las implicaciones del teorema de incompletitud de Gödel para las teorías computacionales de la inteligencia humana ha sido criticado por matemáticos, informáticos, y filósofos, siendo el consenso entre los expertos el de que el argumento no es completamente correcto de manera satisfactoria, con diferentes autores atacando distintos aspectos de este.
LaForte señaló que para saber la verdad de una oración de Gödel indemostrable, uno debe saber que el sistema formal es consistente (aunque este no fue el punto que Lucas trató de señalar); haciendo referencia a Benacerraf, trató de demostrar que los humanos no pueden probar que son consistentes, y con toda probabilidad los cerebros humanos son algoritmos inconsistentes que usan algún tipo de lógica paraconsistente, señalando supuestas contradicciones dentro de los propios escritos de Penrose como ejemplos. De manera similar, Minsky argumentó que debido a que los humanos pueden creer ideas falsas como verdaderas, la comprensión matemática humana no necesita ser consistente y la consciencia podría tener una base determinista. Penrose argumentó contra Minsky afirmando que los errores que cometen los matemáticos humanos son irrelevantes ya que son corregibles, mientras que las verdades lógicas son "verdades inexpugnables" para las personas. Los errores no implican directamente que la mente humana sea inconsistente per se: los organismos biológicos están sujetos a perturbaciones cognitivas, una memoria a largo plazo reducida y a cambios de atención; estos reducen nuestra capacidad de razonamiento y hacen que los humanos actuemos inconscientemente sin tener en cuenta todas las variables de un sistema. Por lo tanto, se sostiene una disyunción: o bien la mente humana no es una computación de una Máquina de Turing; o bien es producto de una Máquina de Turing inconsistente que podría estar razonando usando algún tipo de lógica paraconsistente.

### Decoherencia en organismos vivos
En el 2000, Tegmark afirmó que cualquier sistema coherente cuántico en el cerebro sufriría un colapso efectivo de la función de onda debido a la interacción ambiental mucho antes de que pudiera influir en los procesos neuronales (el argumento "cálido, húmedo y ruidoso", como se conoció más adelante). Determinó que la escala de tiempo de decoherencia del enredo de los microtúbulos a temperaturas cerebrales es del orden de los femtosegundos, demasiado breve para el procesamiento neural. Christof Koch y Klaus Hepp también estuvieron de acuerdo en que la coherencia cuántica no juega, o no necesita jugar ningún papel importante en la neurofisiología. Koch y Hepp concluyeron que "la demostración empírica de bits cuánticos lentamente decoherentes y controlables en neuronas conectadas por sinapsis eléctricas o químicas, o el descubrimiento de un algoritmo cuántico eficiente para los cálculos realizados por el cerebro, ayudaría mucho para traer estas especulaciones desde "muy lejano" a "improbable".
En respuesta a las afirmaciones de Tegmark, Hagan, Tuszynski y Hameroff afirmaron que Tegmark no abordaba el modelo Orch-OR, sino un modelo de su propia construcción. Esto involucró superposiciones de cuantos separados por 24 nm en lugar de las separaciones mucho más pequeñas estipuladas para Orch-OR. Como resultado, el grupo de Hameroff reclamó un tiempo de decoherencia de siete órdenes de magnitud mayor que el de Tegmark, aunque todavía muy por debajo de los 25 ms. El grupo de Hameroff también sugirió que la capa de contraiones Debye podría detectar las fluctuaciones térmicas, y que el gel de actina circundante podría mejorar el ordenamiento del agua, además de ayudar a proyectar el sonido. También sugirieron que la energía metabólica incoherente podría ordenar más agua, y finalmente que la configuración de la red de microtúbulos podría ser adecuada para la corrección de errores cuánticos, un medio para resistir la decoherencia cuántica.
Desde la década de 1990, existían numerosas contraobservaciones al argumento "cálido, húmedo y ruidoso" a temperatura ambiente, in vitro e in vivo (es decir, fotosíntesis, navegación de aves). Por ejemplo, los investigadores de Harvard lograron estados cuánticos que duraron 2 segundos a temperatura ambiente con diamantes. Las plantas utilizan de manera rutinaria el transporte de electrones coherente cuántico a temperaturas ambientales en la fotosíntesis. En 2014, investigadores utilizaron la biofísica cuántica teórica y simulaciones por computadora para analizar la coherencia cuántica entre los anillos de resonancia de triptófano π en tubulina. Afirmaron que el acoplamiento de dipolo cuántico entre nubes de resonancia de triptófano π, mediado por salto de excitón o transferencia de energía de resonancia de Forster (FRET) a través de la proteína tubulina es plausible.
En 2007, Gregory S. Engel, profesor de química en la Universidad de Chicago, afirmó que todos los argumentos acerca de que el cerebro era "demasiado cálido y húmedo" se habían disipado, ya que se habían descubierto múltiples procesos cuánticos "cálidos y húmedos".
En 2009, Reimers et al. y McKemmish et al., publicaron evaluaciones críticas. Las versiones anteriores de la teoría habían requerido que los electrones de tubulina formaran condensados de Bose-Einsteins o Frohlich, y el grupo de Reimers afirmó que estos eran experimentalmente infundados. Además, afirmaron que los microtúbulos solo podían soportar una coherencia 'débil' de 8 MHz. El primer argumento fue anulado por revisiones de la teoría que describía las oscilaciones de dipolos debido a las fuerzas de Londres y posiblemente debido a formaciones de nubes de espín magnético y / o Formaciones de nubes de spin nuclear. En el segundo tema, la teoría se modificó de modo que la coherencia de 8 MHz es suficiente para respaldar toda la hipótesis de Orch-OR.
McKemmish et al. hizo dos afirmaciones: que las moléculas aromáticas no pueden cambiar de estado porque están deslocalizadas; y que los cambios en la conformación de la proteína tubulina impulsados por la conversión de GTP darían lugar a un requisito de energía prohibitivo. Hameroff y Penrose respondieron a la primera afirmación afirmando que se referían al comportamiento de dos o más nubes de electrones, inherentemente no localizadas.

### Biología de neuronas celulares
La hipótesis de Hameroff de 1998 requería que las dendritas corticales contengan principalmente microtúbulos de red "A", pero en 1994 Kikkawa et al. mostró que todos los microtúbulos in vivo tienen una red 'B' y una "costura".
Orch-OR también requería uniones de brecha entre las neuronas y las células gliales, pero Binmöller et Alabama probaron en 1992 que estos no existen en el cerebro adulto. La investigación in vitro con cultivos neuronales primarios muestra evidencia de un acoplamiento electrotónico (intersticio) entre neuronas inmaduras y astrocitos obtenidos de embriones de rata extraídos prematuramente a través de "cesárea", sin embargo, la afirmación de Orch OR es que las neuronas maduras se acoplan electrotónicamente a los astrocitos en el cerebro adulto. Por lo tanto, Orch OR contradice el desacoplamiento electrotónico bien documentado de las neuronas de los astrocitos en el proceso de maduración neuronal, que se afirma por Fróes et al. como sigue: "La comunicación de unión puede proporcionar interconexiones metabólicas y electrotónicas entre redes neuronales y astrocíticas en etapas tempranas del desarrollo neural y tales interacciones se debilitan a medida que progresa la diferenciación".
En 2001, Hameroff propuso además que la coherencia de los microtúbulos se propaga entre diferentes neuronas a través de cuerpos lamelares dendríticos (DLB) que están conectados directamente con las uniones de los huecos. De Zeeuw et al. ya había demostrado que esto era imposible en 1995, al demostrar que los DLB se encuentran a micrómetros de distancia de las uniones de brecha.
En 2014, Bandyopadhyay et Alabama especularon que la coherencia cuántica basada en microtúbulos puede extenderse entre diferentes neuronas si se demuestra su noción de transmisión inalámbrica de información a nivel global en todo el cerebro. Hameroff y Penrose dudan si una transmisión inalámbrica de este tipo sería capaz de transmitir estados cuánticos superpuestos y se adhiere a su propuesta original de intersección.
Hameroff especuló que los fotones visuales en la retina son detectados directamente por los conos y bastones en lugar de primero descohesionarse y posteriormente conectarse con las células de la glía de la retina a través de las uniones,  pero esto también fue desmentido.
Se han ofrecido otras críticas basadas en la biología. Los documentos de Georgiev señalan problemas con las propuestas de Hameroff, incluida la falta de explicación de la liberación probabilística de neurotransmisores desde los terminales de axones y un error en el número calculado de dímeros de tubulina por neurona cortical. Hameroff insistió en una entrevista de 2013 que esas falsaciones no eran válidas, pero no proporcionó ninguna explicación respecto a en qué fallaban las falsaciones.